# Kenan Aslanoğlu
Kenan Aslanoğlu (* 7. Juli 1982 in Izmir) ist ein türkischer Fußballspieler.

## Karriere
Aslanoğlu begann mit dem Vereinsfußball in der Jugend von Altay Izmir und wechselte, nachdem er hier sechs Jahre gespielt hatte, in die Jugend von İzmir Büyükşehir Belediyespor. Anschließend spielte er noch eine Spielzeit in der Jugend von Çamdibi Altınok SK und wechselte im Sommer 2000 in die Jugend von Drittligisten Manisaspor. Gegen Ende der Saison 2000/01 wurde er am Training der Profis beteiligt und auch in den Mannschaftskader aufgenommen. Er kam bei den vier letzten Begegnungen der Spielzeit zum Einsatz. Zur nächsten Saison erhielt er einen Profivertrag und wurde endgültig in den Kader der Profis integriert. Fortan war er fester Bestandteil der Stammformation und hatte als klassischer 10er Anteil daran, dass der Verein von der TFF 3. Lig in die Süper Lig durchmarschierte. Am Ende der Spielzeit 2004/05 stieg man als Vizemeister der TFF 1. Lig in die Süper Lig auf.
In die Süper Lig aufgestiegen, verließ der Trainer und Förderer von Aslanoğlu, Levent Eriş, bereits nach wenigen Spieltagen den Verein. Eriş wurde durch den erfahreneren Ersun Yanal ersetzt. Dieser Trainer krempelte die Mannschaft komplett um und verzichtete gänzlich auf die Dienste von Aslanoğlu. In der nächsten Saison setzt Yanal Aslanoğlu gar auf die Liste der Spieler, die ausgeliehen werden sollten. So verbrachte Aslanoğlu die Saison 2006/07 beim Zweitligisten Altay Izmir.
Zur Saison 2007/08 wechselte Aslanoğlu zur neuen Wirkungsstätte von Levent Eriş, zum Drittligisten Adana Demirspor. Hier spielte er eine Spielzeit und wechselte anschließend nach Izmir zum Drittligisten Bucaspor. Mit dieser Mannschaft feierte er bereits zu seiner ersten Saison die Meisterschaft der TFF 2. Lig und damit den direkten Aufstieg in die TFF 1. Lig.
Nachdem er bis zur Rückrunde der Spielzeit 2009/10 bei Bucaspor gespielt hatte, wechselte er in der Winterpause innerhalb der Liga zu Gaziantep Büyükşehir Belediyespor. Bei diesem Verein spielte er zweieinhalb Spielzeiten lang als feste Größe. Er hatte maßgeblichen Anteil daran, dass sein Verein in der Spielzeit 2010/11 bis ins Relegationsfinale der TFF 1. Lig kam. Hier verpasste man in letzter Instanz den Aufstieg in die Süper Lig.
Im Sommer 2012 wurde sein Wechsel zum Zweitligisten Çaykur Rizespor bekanntgegeben. Bereits nach einer halben Spielzeit kehrte er zu Gaziantep Büyükşehir Belediyespor zurück.
In der Rückrunde der Saison 2013/14 verließ Aslanoğlu ein zweites Mal und wechselte zu seinem alten Klub Manisaspor. Dort kam er jedoch nur sporadisch zum Einsatz, sodass er im Dezember 2014 zum Drittligisten Turgutluspor wechselte.

## Erfolg
Mit Vestel Manisaspor
- 2001/02 Tabellendritter der TFF 2. Lig und Aufstieg in die TFF 1. Lig: 2001/02
- Vizemeister der TFF 1. Lig und Aufstieg in die Süper Lig: 2004/05

Mit Bucaspor
- Meister der TFF 2. Lig und Aufstieg in die TFF 1. Lig: 2008/09